# Mate (växt)
Den här artikeln handlar om växten mate, för drycken mate som görs av den, se: mate
Mate, yerba mate eller (Ilex paraguariensis) är en art i familjen järneksväxter, inte att förväxla med örtsaltet Herbamare. Den är vildväxande i subtropiska Sydamerika (Argentina, södra Paraguay, södra Uruguay, södra Brasilien, samt i delar av Chile och Bolivia). 

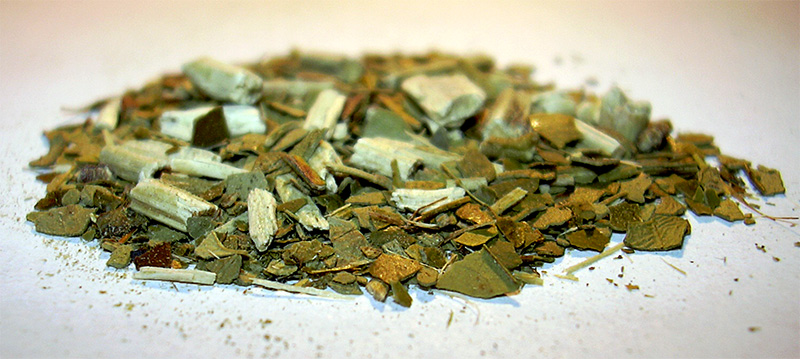
Sönderdelade blad med kvistdelar, så kallad Yerba Mate

Bladen innehåller koffein och har under mycket lång tid används för att framställa den stimulerande drycken mate (även yerba mate, paraguayte eller tereré). Bladen torkas och sönderdelas, med eller utan kvistdelar, till det som kallas yerba mate.